# Aristocrate di Atene
Aristocrate, figlio di Scelia (in greco antico: Ἀριστοκράτης?, Aristocràtes; metà del V secolo a.C. – Atene, 406 a.C.), è stato un politico e ammiraglio ateniese.

## Biografia
Ricco e influente, entrò nel partito oligarchico, appoggiando la Boulé dei Quattrocento, del quale fu membro; ciononostante, assieme a Teramene, si impegnò a farlo cadere.
Quando Alcibiade, nel 407 a.C., rientrò ad Atene, fu nominato comandante in capo, Aristocrate e Adimanto furono nominati generali delle forze di terra sotto di lui.
Nello stesso anno, però, Alcibiade fu esiliato per la sconfitta subita a Nozio; al suo posto furono nominati dieci comandanti, tra cui Aristocrate. Dopo aver vinto alle Arginuse, gli otto comandanti che avevano combattuto furono richiamati ad Atene, e i sei che vi andarono, tra cui Aristocrate, furono processati, condannati a morte e giustiziati.